# Dana R. Fisher

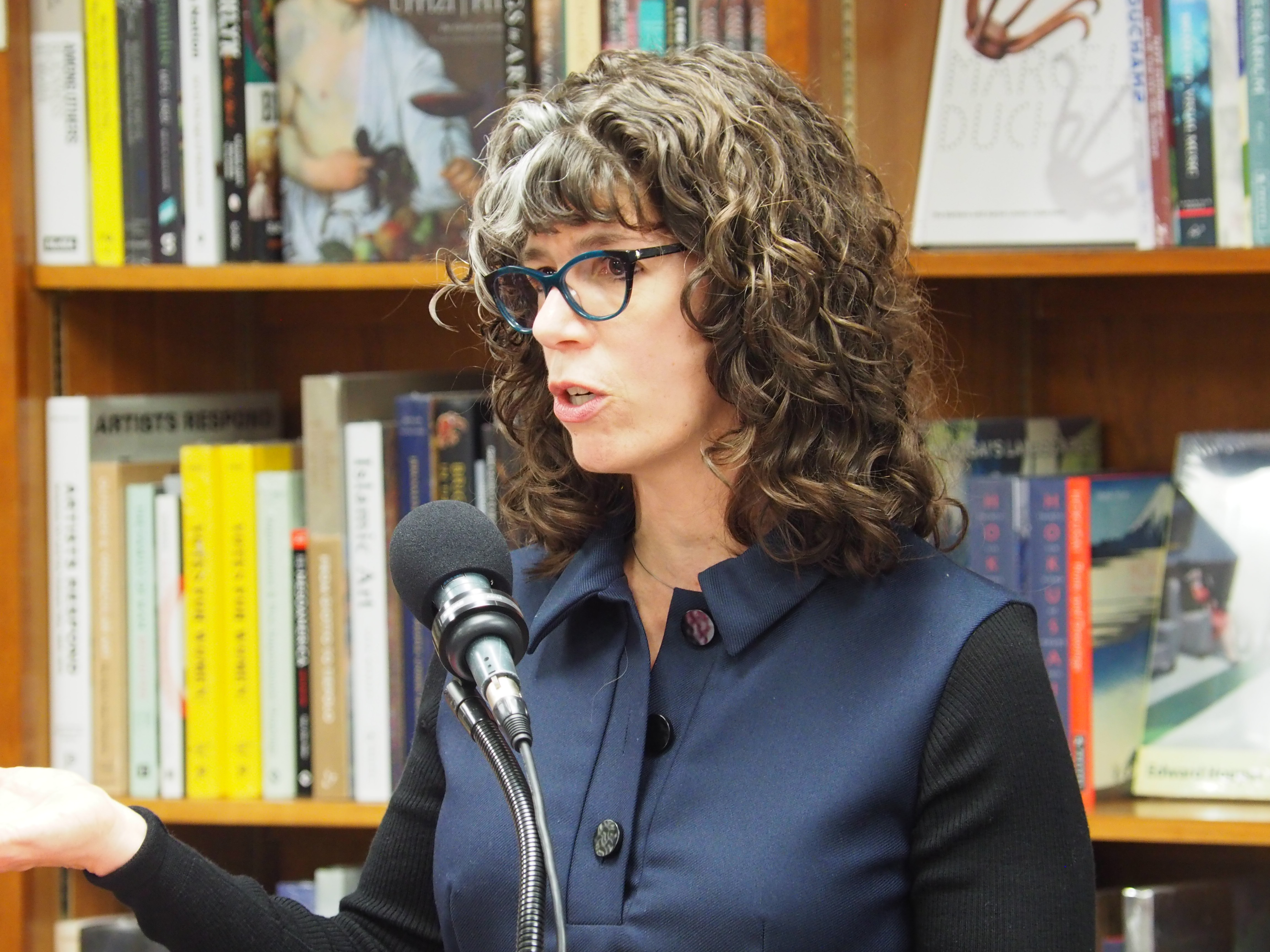
Dana R. Fisher (2019)

Dana R. Fisher (* 24. Februar 1971) ist eine US-amerikanische Soziologin und Professorin an der University of Maryland, College Park. Ihre Forschungen gelten den politischen und gesellschaftlichen Reaktionen auf den Klimawandel.

## Leben und Wirken
Fisher machte ihr Bachelor-Examen 1993 an der Princeton University und erwarb den Master-Abschluss (1999) an der University of Wisconsin–Madison, wo sie 2001 zur Ph.D. promoviert wurde. Von 2002 bis 2007 war sie Assistant Professor of Sociology und von 2007 bis 2010 Associate Professor an der Columbia University. Dann wechselte sie als Associate Professor an die University of Maryland, College Park, wo sie seit 2014 Full Professor ist. Zwischenzeitlich war sie Gastprofessorin am Institut d’études politiques de Paris (Science-Po) (Frühjahr 2006) an der Universität Konstanz (Juni 2013) und an der schwedischen Universität Lund (Frühjahr 2017).
Von 2021 bis 2022 ist Fisher als Nonresident Senior Fellow im Governance Studies Programm der Brookings Institution tätig. Ab Mai 2022 soll sie als Distinguished Visiting Scholar im John W. Kluge Center der Library of Congress wirken.

## Schriften (Auswahl)
- American resistance. From the Women's March to the blue wave. Columbia University Press, New York 2019, ISBN 978-0-23118-764-0.
- Mit Shamus Khan: The practice of research. How social scientists answer their questions. Oxford University Press, New York 2014, ISBN 978-0-19982-741-1.
- Activism, inc. How the outsourcing of grassroots campaigns is strangling progressive politics in America. Stanford University Press, Stanford 2006, ISBN 978-0-80475-217-6.
- National governance and the global climate change regime. Rowman & Littlefield Publishers, Lanham 2004, ISBN 0742530523.